# Forte (materiale fotosensibile)
Forte (în maghiară Forte Fotokémiai Ipar) a fost o companie de materiale fotografice și produse chimice destinate industriei fotografice din Vác, Ungaria. A fost fondată în 1922 ca societate pe acțiuni privată (Zrt.) aparținând Eastman Kodak, cu toate că negocierile pentru construirea fabricii au început în 1912. Izbucnirea Primului Război Mondial a amânat evenimentul până în 1921. În urma naționalizării din 1948, Forte a devenit companie de stat, schimbându-și numele în Forte Fotokémiai Ipar Vállalat. A fost desființată în anul 2007.

## Istoric

### Context
Înființată în anii 1880, Kodak Ltd. avea două puncte de producție la Rochester (SUA) și Londra (Regatul Unit). Proprietarul companiei, George Eastman, a călătorit la Londra în 1912 pentru a găsi un manager potrivit pentru institutul său de cercetare de lângă fabrica americană. Kenneth Mees, director general al Wrattam Wainright Ltd. din Croydon, a invitat mai mulți dintre cunoscuții săi. Această companie avea și o fabrică de discuri în Ungaria. Mees a semnat anterior un acord cu guvernul maghiar pentru a construi o mică fabrică sub numele Wrattam Wainright Ltd.
După astfel de antecedente, în 1912 a avut loc o întâlnire între Kodak Ltd. și oficiali ai guvernului maghiar, unde Kodak l-a împuternicit pe János Ranzenberger de la Wrattam Wainright să înființeze o fabrică de materiale fotosensibile în Hűvösvölgy⁠(hu)[traduceți]. Mai târziu, însă, Ranzenberger a decis că era mai potrivit orașul Vác, aflat lângă capitală, unde avea să construiască fabrica lângă calea ferată și șosea, unde se mai putea folosi la transport și Dunărea.

### Fabrica

#### Perioada 1913-1939

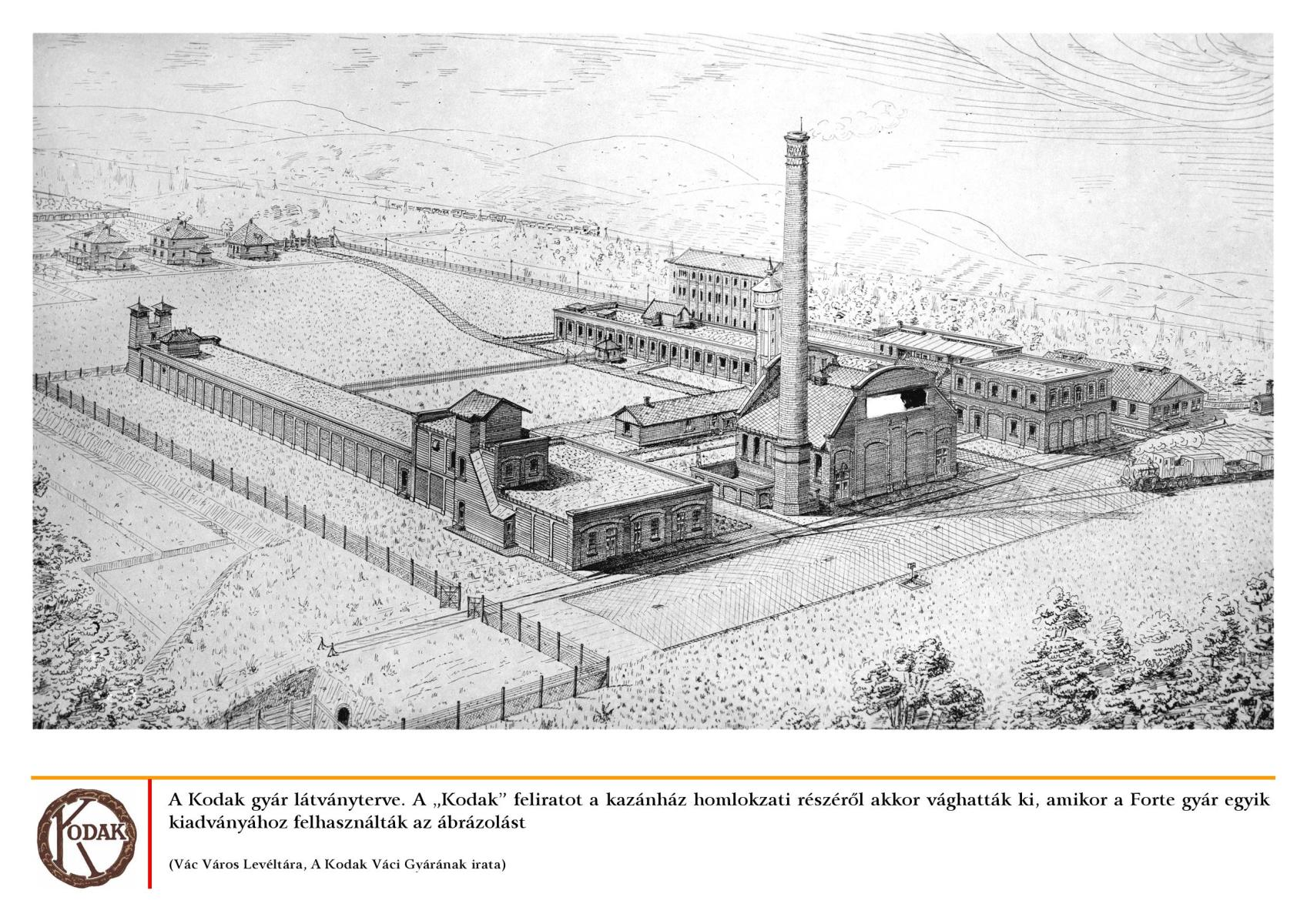
Schița diviziei Kodak în 1922

Construcția fabricii a început în 1913, dar izbucnirea Primului Război Mondial a stopat proiectul timp de șapte ani, până când în 1921, W. G. Bent, director al Kodak, a cerut reluarea construcției.
Producția a început pe 19 martie 1922 cu șapte tipuri de hârtie fotografică alb-negru: Bromide, Bromesko, Kodura, Velox, Röntgen, Dokument și Regiszter. Hârtia pozitivă cu bromură de argint Bromide și hârtia pozitivă cu clorură de argint Bromesko au fost produse în patru variante, hârtia Kodura Chloro cu bromură de argint într-o variantă, hârtia pozitivă Velox în cinci variante iar celelalte într-o singură variantă.
Fabrica a avut pentru început dificultăți în vânzări din cauza prețurilor de pe piața mondială de materiale fotografice și a dorinței conducerii Kodak să recupereze investiția în 15 ani în loc de 30 cei planificați anterior.
În timp producția fabricii a crescut în aceste condiții, până în septembrie 1939 fiind produși aproximativ 800.000 de metri pătrați de hârtie, din care o treime a fost exportată în țările din sud-estul Europei. La 6 septembrie 1939, la vestea izbucnirii celui de-al Doilea Război Mondial, englezii din conducerea fabricii au părăsit Regatul Ungariei.

#### Perioada 1939-1946

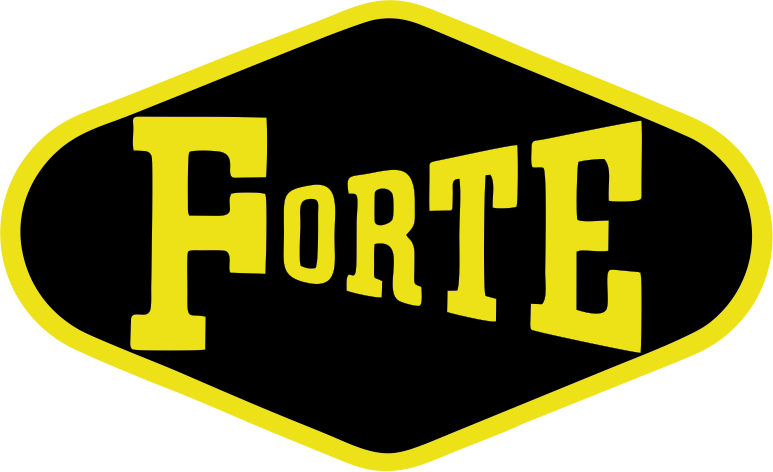
Sigla veche a companiei începând cu 1948, când a fost naționalizată.

În timpul războiului aceasta a fost declarată fabrică militară, unde până în 1943 numărul angajaților a crescut la 176 și producția de la 800.000 de metri pătrați de hârtie la 1 milion. Odată cu creșterea cererii interne au crescut și exporturile către țările excluse de pe piața englezească. Însă producția din ultimul an de război a fost marcată de ocupația germană, amenințarea permanentă cu bombardarea a instalațiilor industriale și de faptul că devenise o fabrică militară importantă, cu un comandant militar.
În noiembrie 1944, germanii au luat stocul de hârtie brută, cea mai mare parte a produsului finit și altele și le-au încărcat pe barje lansate pe Dunăre, în complicitate cu șeful fabricii. Armata britanică a oprit una la Linz iar o alta la Passau. La această problemă s-a adăugat și contra-atacul german de pe 5 decembrie, când partea de sud a orașului Vác a fost bombardată, vizând fabrica. Paguba materială s-a ridicat la 4 milioane de penghei. O parte semnificativă a instalațiilor de emulsie de brom și împrejurimile fabricii de hârtie, împreună cu condensatorul central de răcire, au fost distruse. Tunelul subteran de conducte, care servea ca buncăr în plus față de cele două adăposturi de suprafață ale fabricii, a fost, de asemenea, lovit. Producția a fost astfel oprită.
La intrarea armatei sovietice pe 8 decembrie, muncitorii au început să repare daunele de război.
În primăvara anului 1946, cu acordul Ministerului Industriei, fabrica a fost lichidată. Directorii Kodak au negociat vânzarea fabricii cu câteva companii mari, iar directorul companiei a călătorit de la Londra la Budapesta pentru a negocia cu Banca Maghiară de Credit General (în maghiară Magyar Általános Hitelbankkal). La 30 iunie 1947, a fost semnat un contract de vânzare, conform căruia Kodak și-a vândut toate echipamentele și utilajele (cu excepția instalației automate de filme înguste) către fabrica din Vác pentru o sumă de 12.000 forinți și cu un supliment de 616.000 forinți către Banca Maghiară.

#### Perioada 1947-1997
În 16 iulie 1947 fabrica a fost redeschisă ca Forte Fotokémiai Ipar Rt., având 97 de angajați din care 69 bărbați și 28 femei. S-a început producerea hârtiei Portura, dar a cărei materie primă era dificil de obținut, bazându-se în mare parte pe rezervele ascunse germanilor. Inițial erau produse 30.000 de metri pătrați de hârtie pe lună. La începutul anului 1948, în momentul  naționalizării băncilor, Forte Rt. a devenit companie națională și la 28 aprilie 1948 a fost redenumită Forte Fotokémiai Ipar Vállalat. La acel moment erau 129 de angajați, din care 82 bărbați și 47 femei.
Planurile trienale și primii cinci ani includeau deja construcția unei instalații de filme, în care producția de filme late și înguste a început în anul 1951. Până la mijlocul anilor 1950, prima fază majoră de dezvoltare a fost finalizată, ca rezultat al multor ani de cercetare, a fost realizat filmul color-pozitiv, a cărui producție a început în primăvara anului 1957. Până la sfârșitul anului 1955, 529 de persoane lucrau în fabrică și au fost produse 1.933.000 de metri pătrați de hârtie foto și 319.000 de metri pătrați de film.
La începutul anilor 1960, echipamentele de producție ale fabricii nu respectau standardele internaționale. Astfel a fost proiectată o nouă turnătorie de film, unică prin faptul că instalația de uscare a fost amplasată în aer liber. Acest lucru a marcat începutul unei reconstrucții majore a fabricii, a cărei primă fază a durat cinci ani și a transformat turnătoria de film (de la o fostă instalație cu o singură etapă la o instalație de turnare dublă), schimbând și extinzând instalația de aer condiționat, de protecție împotriva prafului și sistemele de uscare. Au fost construite prima parte a instalației de apă, noua fabrică de ambalare a filmului și noul laborator MEO.
Între 1960 și 1965 au apărut pe piață filme fluorografice și materiale micrografice, iar calitatea hârtiei moderne color Fortecolor Typ 2 s-a îmbunătățit.
A doua etapă a reconstrucției a costat 341.600.000 de forinți, fiind construite instalația de emulsie pe 11 niveluri și instalația de pregătire a turnării. Au fost finalizate noua fabrică de barită, turnătorie, noua TMK și noua centrală de răcire centrală. Au fost construite noi depozite, centrala a fost complet reconstruită. Clădirea de birouri a fost extinsă, a fost implementat un program de aer condiționat și protecție împotriva prafului la nivelul întregii fabrici, a fost construită și echipată o nouă uzină de cutii și a fost finalizată clădirea transformatorului.
Gama largă de produse s-au axat atât pe piața amatorilor, cât și pe cea profesională.

Fabrica în 2019
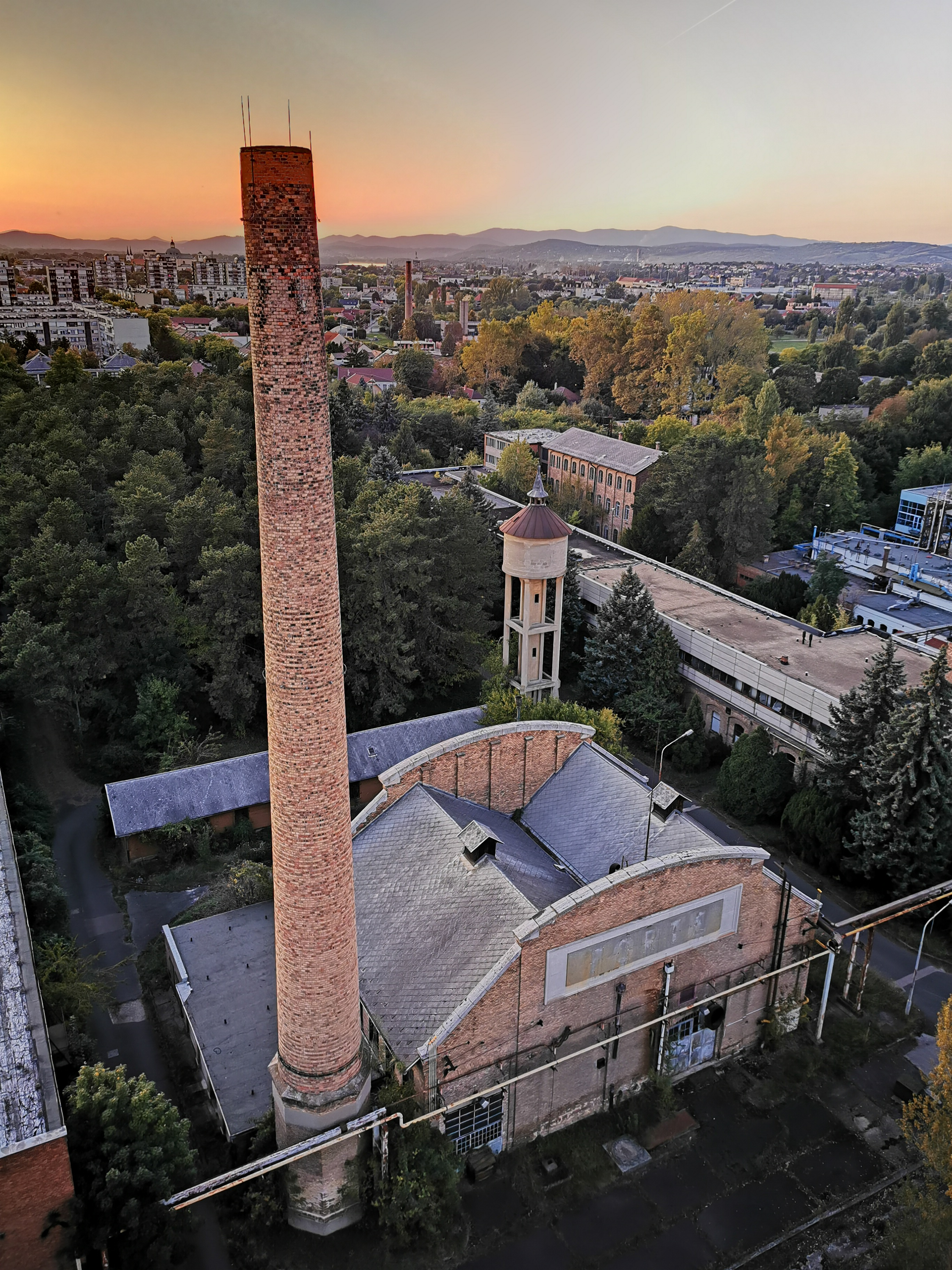
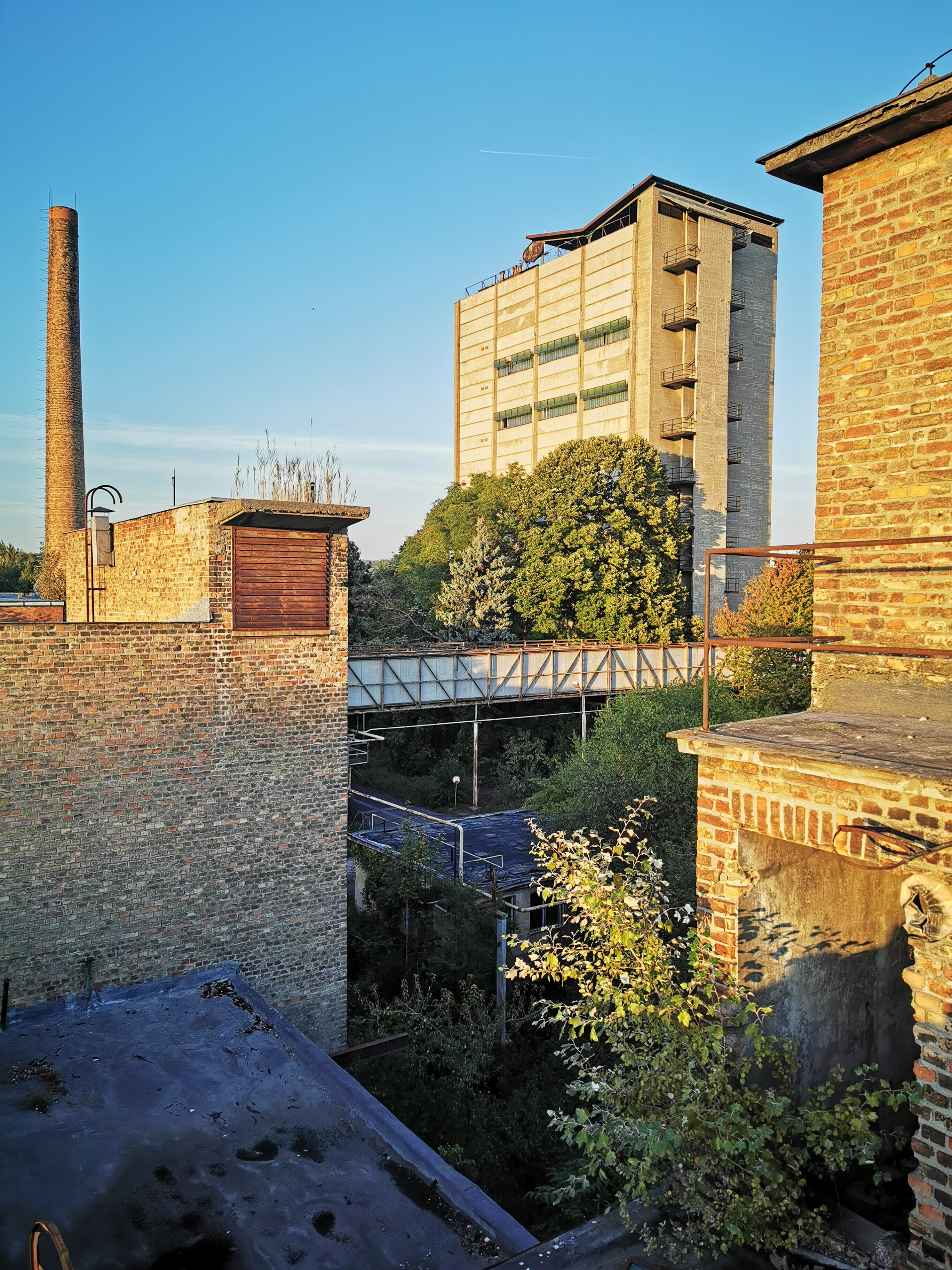
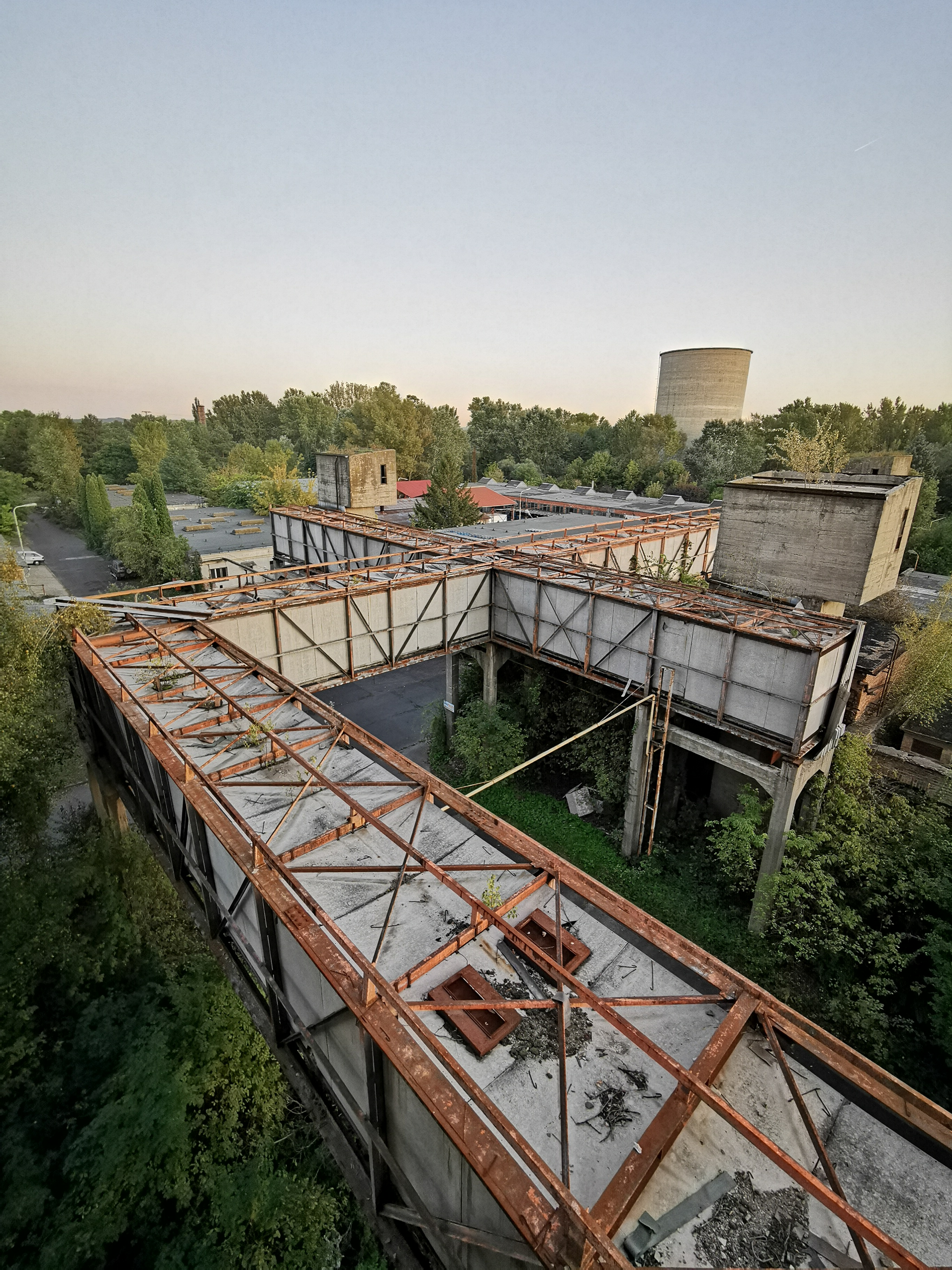
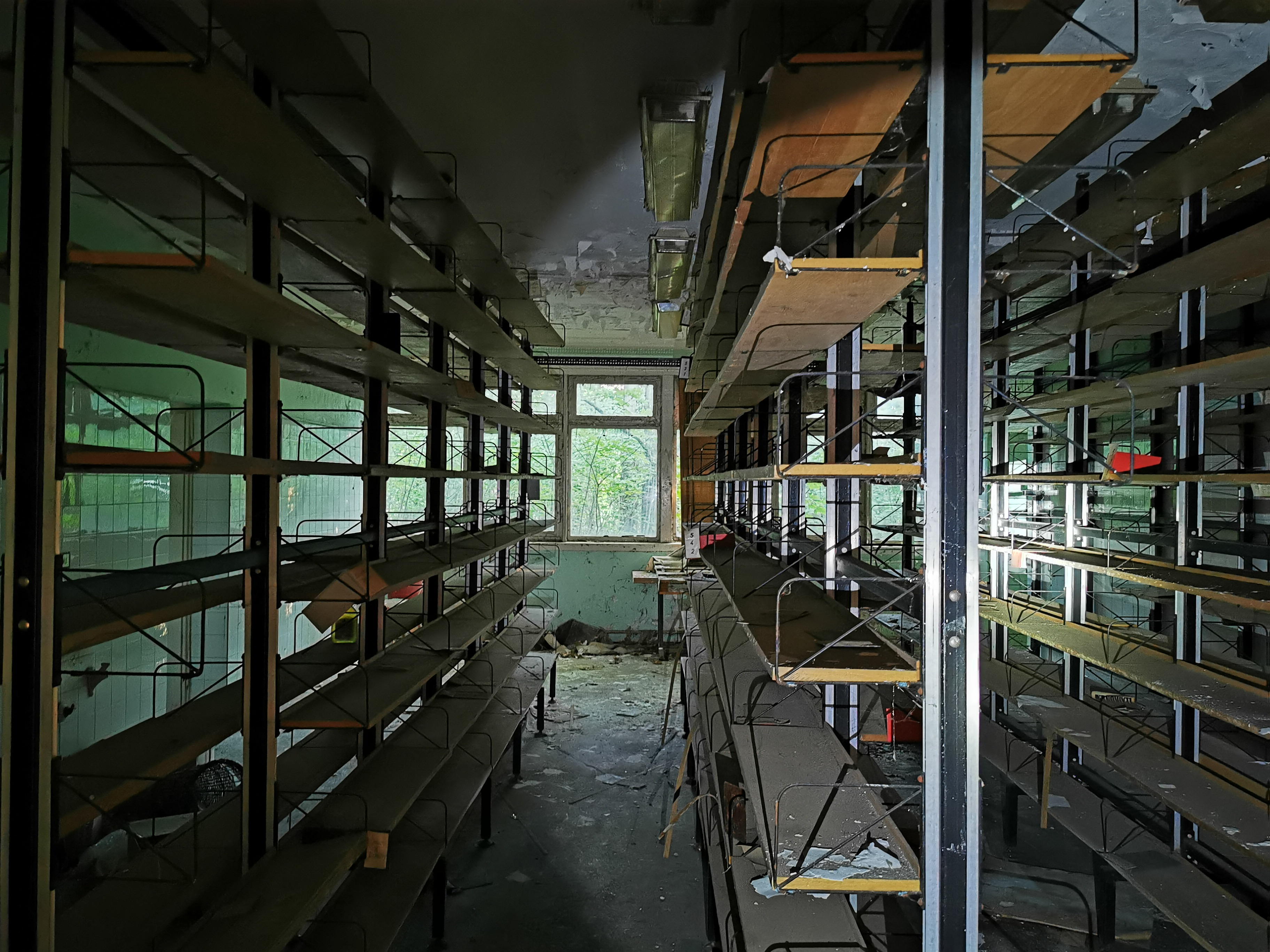
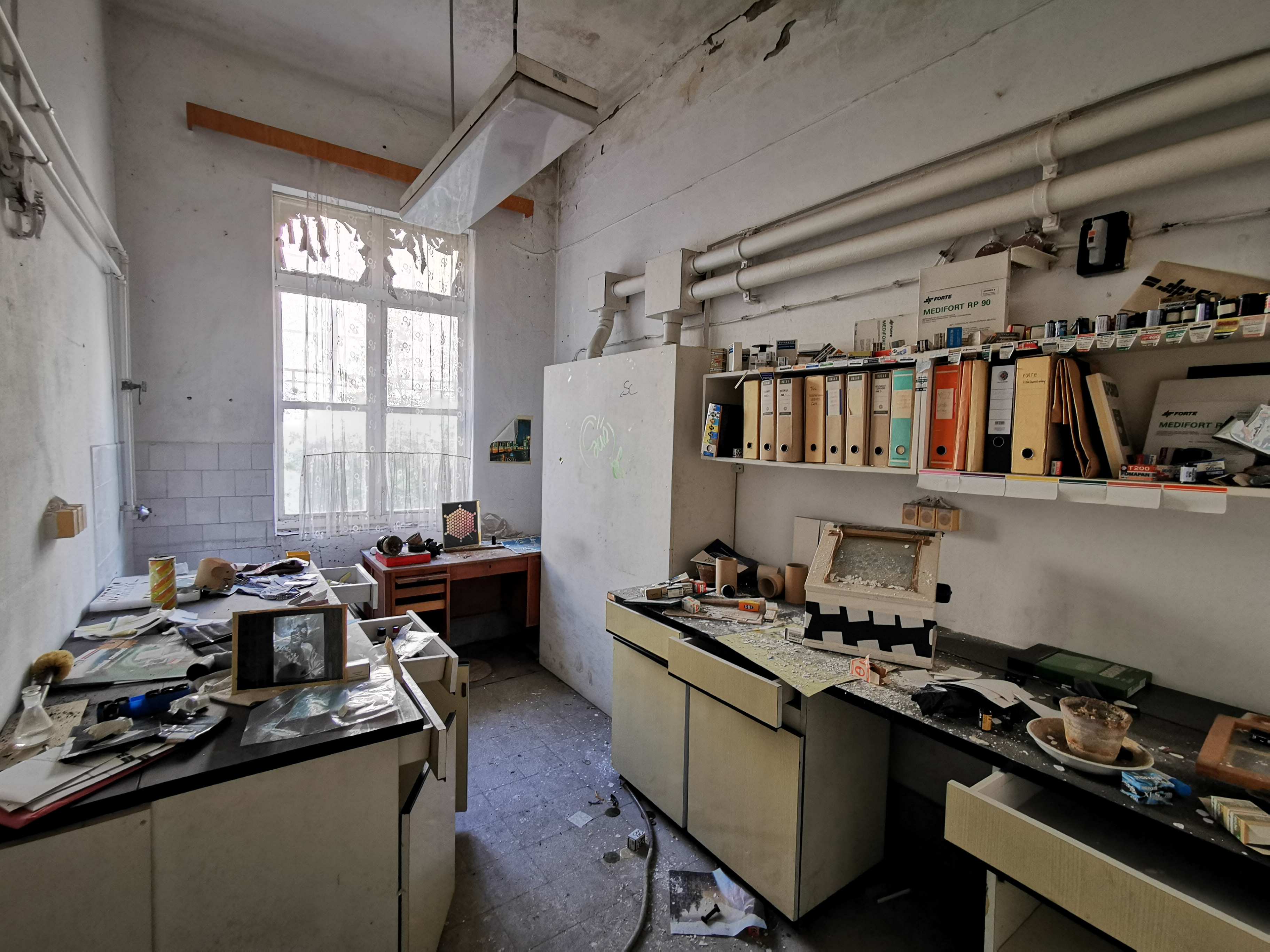
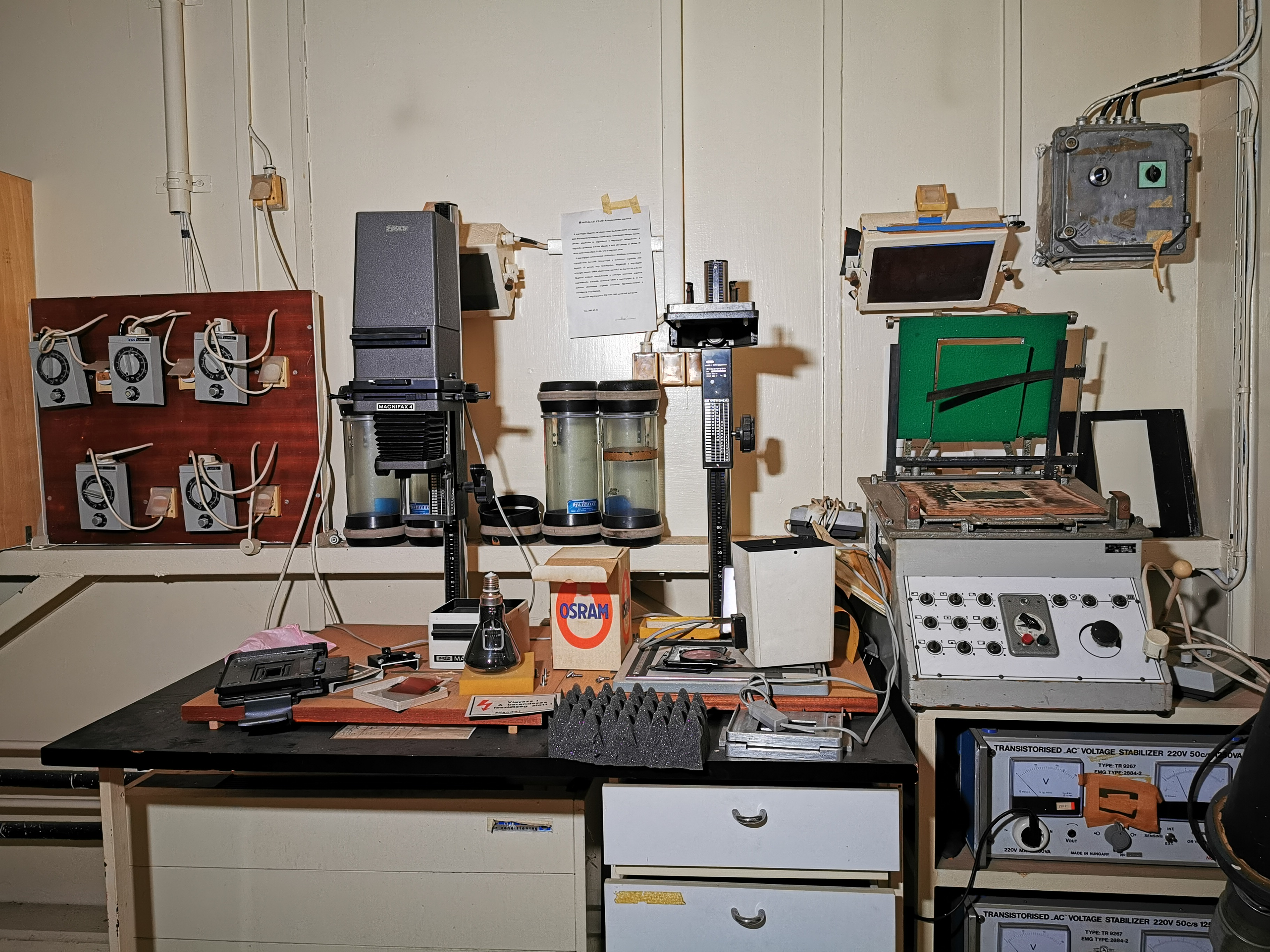

Până în 2007, s-au fabricat aproximativ 3.000.000 de metri pătrați de hârtie fotografică alb-negru și aproape 1.000.000 de metri pătrați de film alb-negru pe an. De asemenea, au fost produse și materiale speciale, cum ar fi filmele de raze și materialele pentru arte grafice, precum și o gamă de filme color și hârtie. Forte a produs maxim 60 de tipuri de hârtii diferite alb-negru, care aveau o hârtie cu tonuri maronii constante. Filmele alb-negru au fost fabricate la dimensiuni de 35 mm și 120 mm și cu sensibilități de 100–400 ISO. De asemenea, a existat și propria producție de chimicale de developare. Marca Forte a fost distribuită în peste 50 de țări din lume.

## Produse

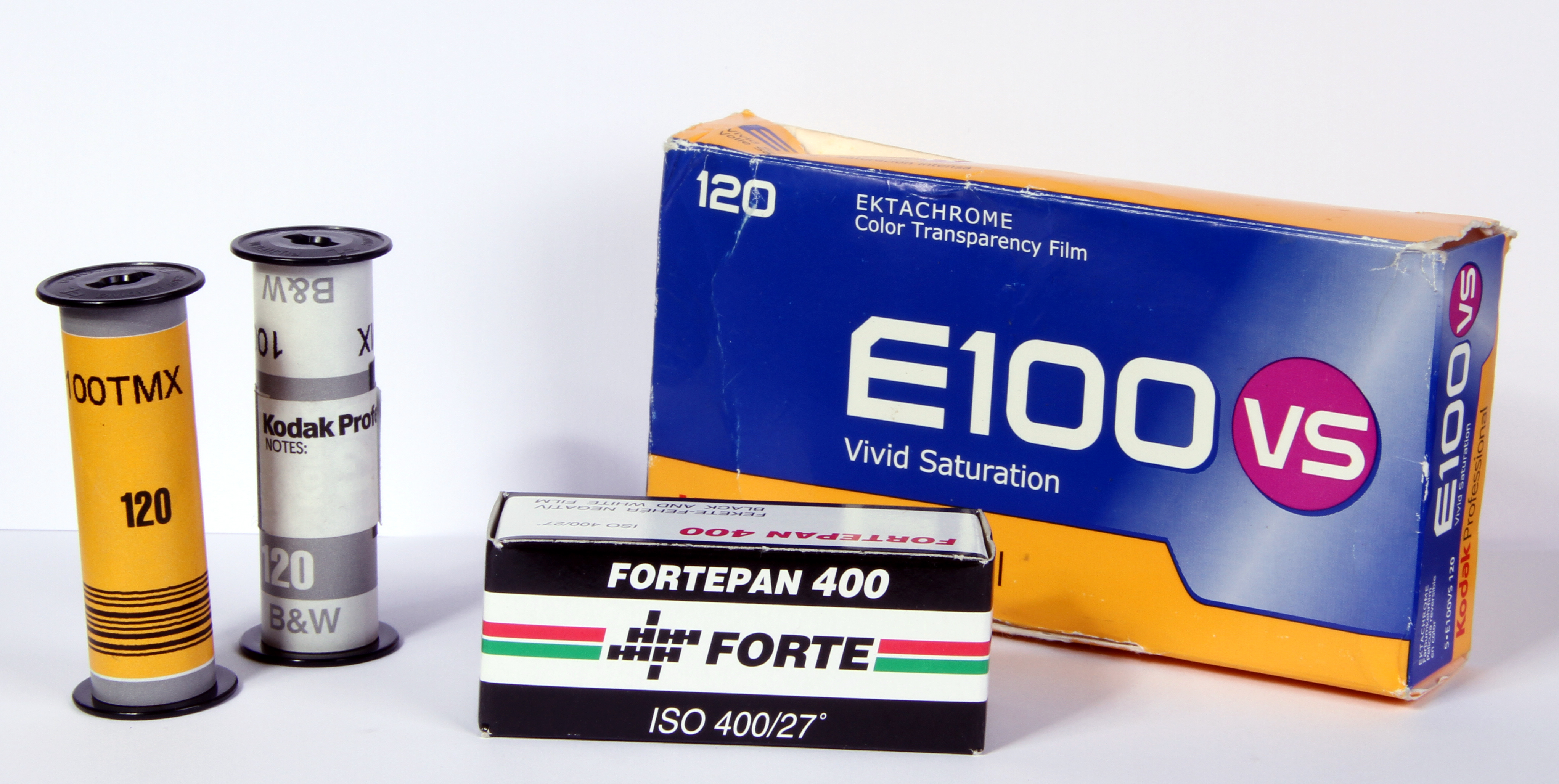
Film de 120 mm Fortepan (la bază)
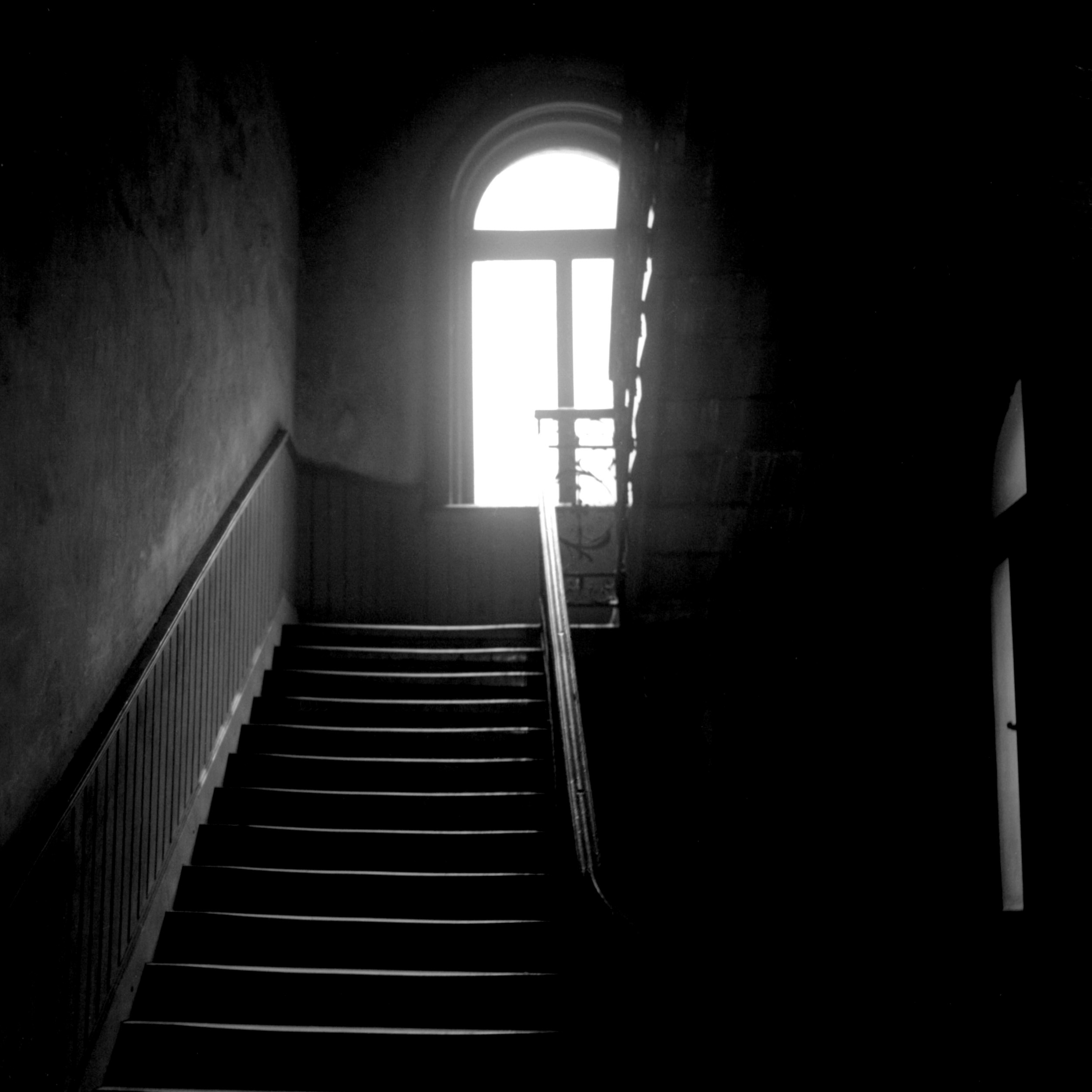
Fotografie realizată pe film Fortepan de 120 mm
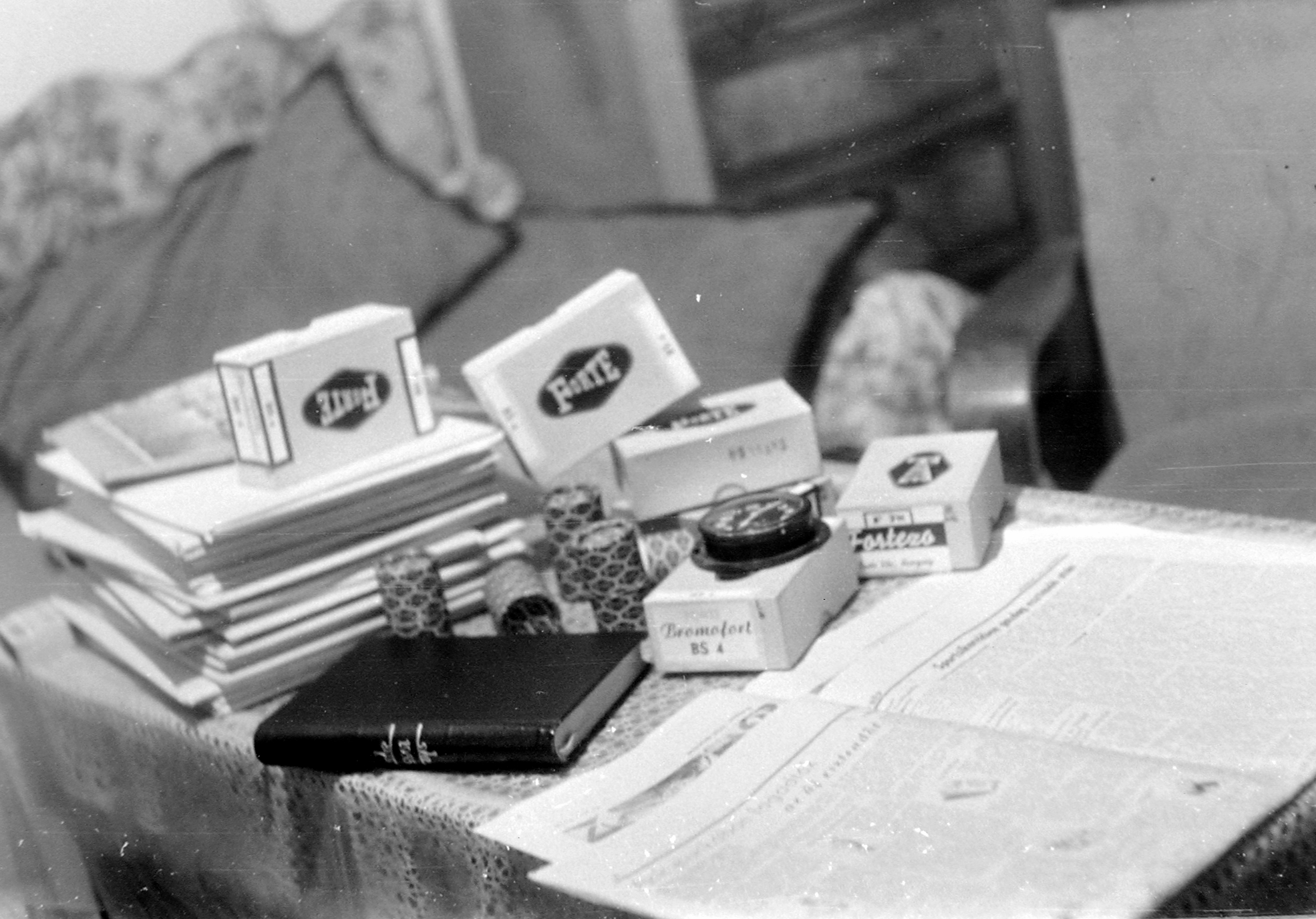
Produse Forte
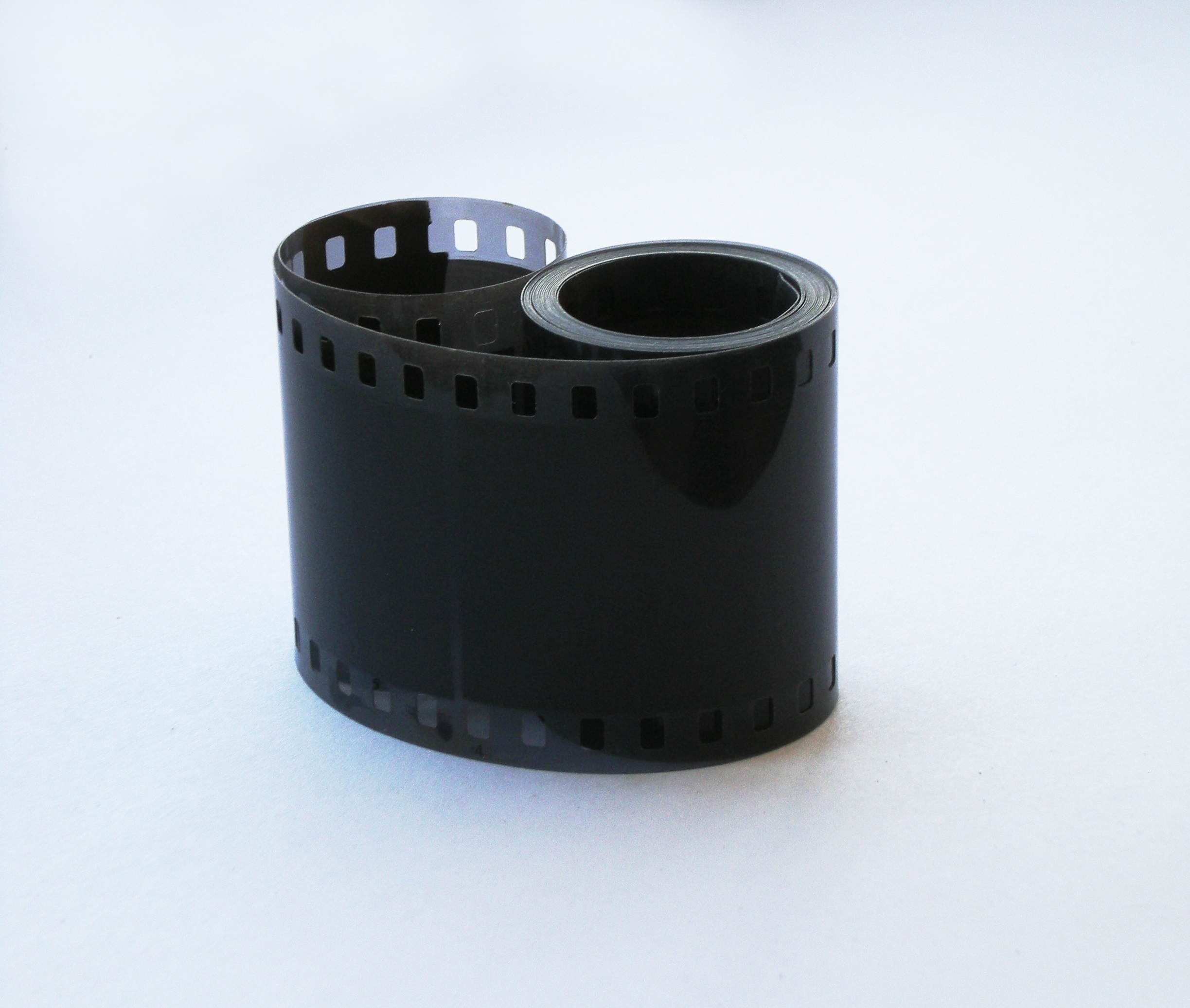
Film Fortepan developat